# کانتون سن لورنسو
سن لورنزو، اکوادور (به اسپانیایی: Cantón San Lorenzo) یک منطقهٔ مسکونی در اکوادور است که در استان اسمرالداس واقع شده‌است.